# WCW Monday Nitro
WCW Monday Nitro (или просто Nitro) е телевизионно предаване по кеч, което е продуцирано от World Championship Wrestling (WCW) и излъчвано ежеседмично всеки понеделник вечер по TNT от 4 септември 1995 г. до 26 март 2001 г., когато активите на WCW са закупени от WWF. През цялото си съществуване, предаването е излъчвано едновременно с Първична сила на WWF.
Създадено от Ерик Бишоф и Тед Търнър, дебютът на Nitro започва Monday Night Wars (Войни в понеделник вечер), телевизионна битка за рейтинг на WWF и WCW. Макар да не достига популярността на Първична сила в самото начало, Nitro започва да доминира над съперника си в телевизионните рейтинги, основавайки се предимно на интереса на зрителите към New World Order (nWo) (Нов световен ред), група от бунтуващи се кечисти, които искат да поемат контрола над WCW. Започвайки от юни 1996 г., Nitro побеждава Първична сила в рейтингите за 83 последователни седмици, принуждавайки собственика на WWF Винс Макмеън да промени шоуто си към по-възрастните зрители с „Attitude Era“.
Тъй като сюжетът на nWo стига до застой, интересът на феновете отслабва и Първична сила започва да намалява разликата в рейтингите. През април 1998 г., няколко седмици след като Стив Остин печели първата си Титла на WWE, Първична сила побеждава Nitro в рейтингите за първи път от почти 2 години. Шоутата продължават да си разменят преднината в рейтингите до ноември 1998 г., когато Първична сила изпреварва Nitro завинаги.
Освен излъчване от различни арени и локации в цялата страна (като Mall of America в Минеаполис, Минесота, откъдето е излъчен първият епизод), Nitro също прави специални предавания от Disney-MGM Studios в Орландо през 1996 г.
Правата на Nitro сега принадлежат на WWE. От 30 юни 2016 г. всички епизоди са достъпни за гледане онлайн в WWE Network. WWE също така пуска три DVD-та Best of WCW Monday Nitro.

## Първи епизод
Първият епизод на Nitro е излъчен от Mall of America в Минеаполис, Минесота на 4 септември 1995 г. Представените мачове за едночасовото излъчване са Брайън Пилман срещу Юшин Тъндър Лигър, Рик Светкавицата срещу Стинг, и Хълк Хоган срещу Биг Бъба Роджърс. Шоуто е подчертано и от завръщането на Лекс Лугър в WCW, след като прекарва 2 години в WWF, където е една от топ звездите на компанията. Появата на Лугър е особено нажежаващо, защото той се бие в мач за WWF предишната вечер, мачът е последното му договорно задължение с компанията, а Лугър подписва с WCW сутринта преди появата си. Събитието поставя тона на атмосферата на Nitro „всичко може да се случи“ и предвожда подобните преминавания на кечистите на WWF Скот Хол и Кевин Неш през следващата година.
Рекламното видео за дебютния епизод на Nitro включва Биг Ван Вейдър (един от четиримата кечисти, заедно с Хълк Хоган, Стинг и Ренди Савидж), който се разделя с WCW след задкулисна спречка с Пол Орндорф. Отсъстващ от първия епизод, той е трябвало да се изправи срещу Хоган за WCW световна титла в тежка категория на 11 септември, но е заменен от Лекс Лугър, който предизвиква Хоган в дебютното шоу. Вейдър никога няма да участва в Nitro и започва кариера в WWF през януари 1996 г.

## Войни в понеделник вечер
Появата на Monday Nitro носи със себе си интензивно съперничество между шоуто и програмата на WWF Първична сила. Това съперничество е известно на феновете като „войните в понеделник вечер“. По време на тях между Ерик Бишоф и Винс Макмеън, Nitro печели на своя страна все повече фенове. Скоро Nitro надминава Първична сила в телевизионните рейтинги. Nitro побеждава Първична сила в рейтингите за 84 последователни седмици, докато Първична сила възвръща позицията си в рейтинговата война. В своя връх на съперничеството, кечистите отправят вербални обиди и предизвикателства. В един такъв момент, Ерик Бишоф предизвиква Винс Макмеън да се изправи срещу него в мач, който да се проведе на Slamboree (1998). Макмеън никога не признава официално предизвикателството и не се появява.

### Първоначален успех
Първоначално Nitro става популярен, като резултат от обширния списък звезди на WCW. Ренди Савидж и Хълк Хоган са някои от главните звезди, подписани от WCW и се появяват в програмата Nitro в този момент. Съставът на леката категория на WCW – по-малки на ръст и телосложение кечисти, известни със своите маневри, които се харесват на тълпата, осигурява силен набор за техните основни събития. С въвеждането на Новия световен ред, Nitro започва безпрецедентното си доминиране в рейтингите. С бившите кечисти на WWF – Скот Хол, Кевин Неш и Хълк Хоган (който тогава се нарича Холивуд Хоган) като бунтовници, компанията изглежда има печеливша история и голямо бъдеще. Тъй като Nitro е на живо, а Първична сила често се записва предварително, Nitro се възприема като много по-малко предсказуемо и следователно по-забавно шоу от това на WWF. Първоначално с времетраене само 60 минути (както е и Първична сила по това време), Nitro е удължено до два часа след плейофите на НБА през 1996 г., а Първична сила очаква до февруари 1997 г. да се разшири до втори час. Nitro остава двучасова програма от 27 май 1996 г. до януари 1998 г., когато WCW и TNT се съгласяват на трети час за топ програмата по кеч в страната.
Ерик Бишоф скоро става гласът на Nitro и започва да излъчва Nitro няколко минути преди Първична сила, за да може да разкаже резултатите от шоуто на WWF, така че феновете да нямат никаква причина да превключат канала към конкуренцията при условие, че Първична сила е на запис.

### Първична сила се надига
Докато Първична сила използва нов подход към програмата с „WWF Attitude Era“, Nitro започва да продуцира шоута със същите сюжетни линии. Хоган и останалата част от nWo почти никога не губят и някога елитната група вече се разширява по размер и набира кечисти от средна сила. Единствените кечисти, издигнати до статуса на основното събитие по това време, са Букър Ти, Голдбърг и Даймънд Далас Пейдж. Основното събитие на Голдбърг с Хоган на 6 юли 1998 г. в Nitro от Georgia Dome в Атланта печели битката за рейтингите с WWF за седмицата, но някои наблюдатели (включително и Винс Макмеън) смятат, че WCW може да направи милиони, ако насрочи срещата на Голдбърг и Хоган за евентуално pay-per-view. Въпреки победата за титлата на Голдбърг, и бързото изкачване на Пейдж в основното събитие, те все още са назад в историите на WCW, където доминира nWo, които по това време се разделят на две враждуващи фракции и доминират в сюжетните линии през по-голямата част от лятото на 1998 г.
Междувременно, в Първична сила, феновете са потопени във враждата между собственика на WWF Винс Макмеън и Ледения Стив Остин. Талант като Трите Хикса и неговата фракция D-Generation X (DX), а по-късно и Менкайнд и Скалата са повишени до основното събитие в програмата на WWF. Нещата стават толкова нагряти между двете програми, като DX са изпратени в Атланта, Джорджия, за да заснемат сцена близо до централата на Търнър за „военна“ история, която е направена, когато и двете предавания са в близките райони на същата нощ (Първична сила в Хемптън, Вирджиния, а Nitro в близкия Норфолк), изпращайки DX в арената на Norfolk Scope, в която Nitro се излъчва и общуват с феновете на WCW. Това в крайна сметка води до дело, заведено от WCW срещу WWF, които твърдят, че за да запълни Norfolk Scope за Nitro, WCW са раздали безплатни билети в деня на шоуто, което в действителност те не правят.

### Промени
След като Първична сила започва да надвива Nitro в рейтингите последователно, служителите на Бишоф и WCW се опитват да използват поредица от „бързи поправки“, за да си върнат надмощието в рейтинговата война. Всички тези опити спечелват краткосрочни победи в рейтингите, но WWF продължава стабилно да се издига до доминиране на рейтингите. Невъзможността на Nitro да създава нови звезди е неговото крайно унищожение, докато WWF инвестира в по-млади таланти като Стив Остин, Мик Фоли, Скалата, Трите Хикса, Харди бойз, Острието и Крисчън и Кърт Енгъл. WCW продължава да разчита на вече установени звезди като Холивуд Хоган, Рик Светкавицата, Стинг, Ренди Савидж, Лекс Лугър и Аутсайдерите, за да печелят в рейтингите, причинявайки много притеснения сред по-младите и по-малко известни кечисти от компанията. Това е видно най-ясно през 1999 г., когато бившият кечист от средната класа на WCW Крис Джерико подписва с WWF и веднага започва вражда със Скалата, след като месеци по-рано му е казано, че е твърде слаботелесен, за да продава билети в WCW.
„Изпитаната и истинска“ тактика на Бишоф да издава резултатите от записаното предаване на WWF се проваля на 4 януари 1999 г. Мик Фоли, който се бие за WCW в началото на 90-те години с името Кактус Джак, спечелва Титлата на WWF като Менкайнд в Първична сила. Коментаторът на Nitro Тони Шиавоне саркастично споменава, че „това ще сложи някои задници по местата“. Коментарът обаче довежда до загуба на Nitro в битката с рейтингите тази нощ. Рейтингите на Nielsen показват, че няколкостотин хиляди зрители са превключили от Nitro по TNT на Първична сила по USA Network, за да видят това. След като Менкайнд спечелва титлата, много от феновете се връщат обратно към Nitro, което все още има пет минути оставащо време. Крайните рейтинги за нощта са 5.7 за Първична сила и 5.0 за Nitro. През следващата седмица и месеци след това, много фенове в арените на Първична сила носят плакати, на които пише: „Мик Фоли ми сложи задника на тази седалка!“. За да се влошат нещата за WCW, в течение на вечерта се развива сложен сюжет, който в крайна сметка води до завръщане на Холивуд Хоган, спечелване на Световната титла в тежка категория на WCW и реформиране на nWo.
Бившите сценаристи на WWF Винс Русо и Ед Ферара също са наети да оправят компанията. Те се опитват да направят Nitro повече като Първична сила с по-сложни сюжетни линии, по-дълги сцени без бой и увеличена сексуалност в шоуто. Третият час на Nitro е премахнат през януари 2000 г. Шоуто се връща във времевия интервал от 20 – 22:00 ч., като първият час е безпрецедентен, а вторият час се съревновава с първия час на Първична сила. Въпреки че промяната на Русо прави Nitro по-скоро опростена програма (WCW е критикувана за това, че не се занимава с много кеч в първата трета от Nitro), загубата на цял час приходи от реклама компенсира всички ползи, които промяната може да има.
Бишоф е върнат в WCW и се опитва да се съюзи с Русо, за да оправи неприятностите на Nitro и WCW. Част от това включва Nitro да бъде свалено от ефир, за да се ребрандира програмата, но всичко това е безрезултатно. Някога високо оцененото Nitro губи кечисти, като най-способните ѝ млади звезди са привлечени от WWF. Освен това, Бишоф и Русо изобщо не работят заедно, като двамата непрекъснато се карат в различията си за сюжета. Рейтингите на Nitro продължават да падат, и Бишоф напуска компанията през юли 2000 г. след скандал с Хоган и Русо. Тогава Русо взима контрола над всичко, свързано с продукцията в WCW. В края на септември 2000 г., Nitro влезе в рамките на 6 точки от рейтинга на Първична сила. В този месец, Винс Русо претърпява тежко сътресение, след като е блъснат през клетка от Голдбърг. Той излиза в продължителен отпуск, за да се възстанови, но в крайна сметка никога не се връща. Импулсът на рейтингите не се запазва след това и Първична сила отново започва да се откъсва напред от Nitro. В този момент изглежда само въпрос на време, преди Тайм Уорнър да се откаже от WCW, а през 2001 г. компанията започва да търси неин купувач.

## Известни епизоди
| Заглавие               | Дата                | Рейтинг | Забележка |
| ---------------------- | ------------------- | ------- | --- |
| WCW Monday Nitro       | 4 септември 1995 г. | 2.5     | Първи епизод на Nitro. |
| nWo Monday Nitro       | 22 декември 1997 г. | 3.5     | nWo напълно превзема Nitro, 6 дни преди турнира Starrcade. |
| „Fingerpoke of Doom“   | 4 януари 1999 г.    | 5.0     | Голдбърг е арестуван преди мача си за WCW световна титла в тежка категория. По-късно, коментатора Тони Шиавоне, по заръка на Ерик Бишоф, казва в ефир, че Менкайнд е спечелил титлата на WWF, при което повече от 600 000 зрители превключват на Първична сила. |
| WCW Monday Nitro       | 3 април 2000 г.     |         | Преди официалното „ребрандиране“, най-добрите моменти от Nitro са излъчени. |
| WCW Monday Nitro       | 10 април 2000 г.    | 3.1     | WCW е „ребрандирана“ от Ерик Бишоф и Винс Русо, а всички титли на WCW са вакантни. |
| WarGames 2000          | 4 септември 2000 г. | 3.6     | На петата годишнина на турнира, WarGames мач се състои в тройна клетка между 2 отбора за световната титла. Кевин Неш печели титлата. |
| The Night of Champions | 26 март 2001 г.     | 3.0     | Последен епизод на Nitro. WCW е закупена от WWF. |

### Нощта на шампионите – финално предаване
В опит да спаси WCW и Nitro, Бишоф се опитва да закупи компанията с група инвеститори. Въпреки че предложението на Бишоф първо е прието, назначеният изпълнителен директор на Turner Broadcasting Джейми Келнер обявява скоро след пристигането си, че Nitro и всички шоута на WCW незабавно са спрени както за TNT, така и за TBS. След това, групата на Бишоф се оттегля от сделката, тъй като тя зависи от това да се запазят шоутата на WCW на някакъв пазар. Вместо това, търговските марки на WCW и някои активи (като видео библиотеката и договорите на 24 кечиста), макар и не самата компания (която съществува като юридическо лице до 2017 г., собственост на Time Warner под името Universal Corporation), са закупени от WWF на Винс Макмеън (сега WWE), негов дългогодишен конкурент.
Обявено е, че предстоящият епизод на Nitro от Панама Сити, Флорида на 26 март 2001 г. ще бъде финалът и шоуто е с подзаглавие „Нощта на шампионите“. Шоуто започва с Макмеън, който се появява чрез сателит от Gund Арена в Кливланд, Охайо, на ринга на Първична сила по TNN. Макмеън обявява закупуването на WCW на тълпата и уволнява Джеф Джарет от WCW, поради лошите отношения, които двамата са имали в миналото.
Шоуто е уникално по това, че всички големи титли на WCW са защитени в тази вечер и в почти всички мачове на шоуто, фейсовете (положителен герой) спечелват (традиционно WCW се смята за компания, където хийловете (отрицателни герои) често са топ звездите, за разлика от WWF, Шон Стейсяк е единственият хийл, който излиза победител в последния епизод). Освен това са интервюирани различни кечисти на WCW, които дават своите честни, нехарактерни отговори за продажбата на WCW. Основното събитие на вечерта е мача за световната титла на WCW и титлата на щатите между Скот Стайнър, който губи и двата пояса от Букър Ти.
Точно както при първоначалното Nitro, последният мач е между дългогодишните съперници в WCW Рик Светкавицата и Стинг, мач, който е по-неформален от обичайните им срещи (Стинг и Светкавицата са усмихнати и кимат с уважение един към друг по време на мача). Стинг печели, използвайки финалния си ход – Scorpion Deathlock. След мача двамата състезатели застават в средата на ринга и се прегръщат, за да покажат уважение един към друг.
В един заключителен сегмент, едновременно между Nitro и Първична сила, Винс Макмеън се обръща към публиката в Кливланд и се замисля за покупката, заявявайки, че иска Търнър да му предаде лично договора за продажба, за да може да го подпише на Кечмания 17 през този уикенд. Но речта е прекъсната от сина на Винс – Шейн Макмеън, който обявява от ринга на Nitro, че вече е подписал договора за продажба и че WCW ще продължи да се конкурира с WWF. Това изявление е част от създаването на мача им на Кечмания 17, както и от това, което по-късно ще стане сценарий с Инвазията в WWF.
В допълнение към видео библиотеката и други интелектуални права, WWF също така закупува няколко договора на таланти от WCW, запазвайки много от по-младите звезди. Четири от титлите на WCW намират място в WWF. В допълнение към Букър Ти, носещ както WCW титлата (както е преименувана), така и титлата на Съединените щати с него в WWF, Макмеън също подписва с тогавашния WCW шампион в лека категория Шейн Хелмс и с отборните шампиони Чък Палъмбо и Шон O'Хеър. Палъмбо и О'Хеър побеждават Отбор Канада на Майк Осъм и Ланс Сторм в последния епизод на Nitro. (WWF закрива WCW хардкор титла веднага след финалния нитро, въпреки че никой не я държи, след като Менг отива в WWF в началото на 2001 г., и отборните титли в лека категория на WCW по неизвестни причини, въпреки че Били Кидман и Рей Мистерио са последните шампиони, а Макмеън успява да подпише само с Кидман).
„Нощта на шампионите“ е предпоследното излъчване на WCW, преди последното WCW Worldwide на 1 април 2001 г.

## Други забележителни моменти
Когато тогавашната шампионка на WWF при жените Алъндра Блейз подписва с WCW през 1995 г. (връщайки се със старото си име Мадуса), тя донася в компанията женската титла на WWF и я хвърля в кофа за боклук на 18 декември 1995 г. в Nitro, а титлата е неактивна в следващите 3 години. Мнозина цитират този инцидент като една от причините за скандалния Montreal Screwjob. Това скандално събитие е пародирано от WCW в епизод от 2000 г. на Nitro, когато Скот Хол хвърля WCW световна телевизионна титла в боклука и седмици по-късно в епизод от WCW Saturday Night, Джим Дъган я намира и взима.
Единственият кечист, който се появя и в Nitro и Първична сила в една нощ, е Рик Руд. Руд успява да се появи в двете предавания, тъй като по това време няма договор с WWF, а участието му е в сделка без хонорар с Макмеън за Първична сила, което е записано по време на живото предаване на Nitro.
Епизодът на Nitro от 13 януари 1997 г. завършва с първите две минути от основното събитие на Холивуд Хоган срещу Гиганта. Преди излъчването на предаването, коментаторът Тони Шиавоне обявява, че мачът ще продължи по време на рекламните паузи на Новите приключения на Робин Худ, което е премиера през нощта след Nitro.
Рок-групата KISS се появява през август 1999 г. за дебюта на кечиста Демонът, като свири „God of Thunder“. Според Дийн Маленко това е най-ниско рейтинговото Nitro.

## WWE домашно видео и стрийм
От закупуването на видео библиотеката на WCW, WWE Home Video включва много Nitro мачове и сегменти на някои от техните DVD дискове. Епизоди също са излъчени за WWE Classics on Demand, като част от функцията The Monday Night Wars.
Докато услугата показва епизоди на Nitro, те често са редактирани. Някои от музикалните парчета на WCW кечисти са заменени със съставна WWE музика. Голяма част от шума на тълпата е премахнат и при повечето епизоди и турнири. От юли 2007 г. WWE Classics on Demand започва да изтрива съдържание от епизоди на Nitro, като мачовете и някои препратки към Крис Беноа са премахнати. Беноа понякога се показва в сегменти, където той не е основният участник. Това е в светлината на противоречията около смъртта на Беноа и семейството му на 24 юни същата година.
През април 2009 г. WWE Classics се връща към първите епизоди, излъчени през септември 1995 г. Тези предавания се редуват с текущите излъчвания на Nitro (декември 1997 г. и след това).
DVD диск с 3 диска, озаглавен The Very Best of WCW Monday Nitro, е пуснат от WWE на 7 юни 2011 г. Комплектът е с коментар от бившия трикратен шампион на WCW Даймънд Далас Пейдж. Продължението The Very Best of WCW Monday Nitro Vol. 2 е издадено на DVD и Blu-ray на 12 февруари 2013 г. Следван от финалния сет, The Very best of WCW Monday Nitro Vol. 3, който е издаден на 11 август 2015 г.
От 2016 г. всички 288 епизода на Nitro (4 септември 1995 г. – 26 март 2001 г.) са достъпни при поискване в WWE Network.